# Mark Williams (koszykarz)
Mark Oluwafemi Williams (ur. 16 grudnia 2001 w Norfolk) – amerykański koszykarz, występujący na pozycji środkowego, obecnie zawodnik Los Angeles Lakers.
W 2020 wystąpił w meczach gwiazd amerykańskich szkół średnich − McDonald’s All-American, Jordan Brand Classic.
Jego starsza siostra Elizabeth jest zawodową koszykarką z doświadczeniem w WNBA.

## Osiągnięcia
Stan na 17 stycznia 2023, na podstawie, o ile nie zaznaczono inaczej.
NCAA
- Uczestnik rozgrywek NCAA Final Four (2022)
- Mistrz sezonu regularnego konferencji Atlantic Coast (ACC – 2022)
- Obrońca roku konferencji ACC (2022)
- Zaliczony do:
  - I składu:
    - defensywnego ACC (2022)
    - All-ACC Academic Team (2021, 2022)
    - dystrykyu III (2022 przez USBWA)

  - II składu turnieju ACC (2021)
  - III składu ACC (2022)
- Lider konferencji ACC w:
  - średniej bloków (2022 – 2,8)
  - skuteczności rzutów za 2 punkty (2022 – 72,3%)
  - liczbie bloków (2022 – 110)